# شهرسازی ایرانی
فرم در شهر ایرانی نیروهای آشکار و پنهانی ست که در طول زمان اثر کرده و در قالب توده‌ها و فضاها تجلی پیدا کرده.

## عوامل تاثیر گذار
به‌طور کلی نیروها و عوامل زیادی بر فرم شهر در مقیاس‌های مختلف و مراحل مختلف شکل‌گیری و تکامل تأثیر می‌گذارند.عوامل طبیعی مثل:پستی بلندی‌ها و توپوگرافی زمین ،مسیر آبراهه،نوع خاک،پوشش گیاهی و ...عوامل اقلیمی مانند:تابش،باد،بارندگی و...در فرم توده‌ها ،اجزای معماریو ویژگی‌های کالبدی مانند:تناسبات ،انواع مصالح و...تاثیر داشته‌اند.
عوامل دیگر:عوامل اجتماعی،اقتصادی،انسانی،اعتقادی ،آرمانی و جهان بینی،حکومتی،سیاسی و کالبدی.

## فرم شهر پس از اسلام
پس از اسلام با جهان بینی نسبی که به وجود می آید.نیروهای بیش تری مجال عمل و تأثیر بر شهر و یکدیگر پیدا می‌کنند و فرم شهر به تدریج اجتماعی تر و بازتر می‌شود.نظم هندسی که در فرم اجزای معماریو درون بناها و فضاهایشان جریان دارد،جای خود را به نظمی فضایی در ابعاد مختلف می‌دهد.ممکن است این نظم از نظر هندسی نا منظم به نظر رسد مانند بافت شهرهای تاریخی یزد،کرمان،اصفهان و ...
با این توصیف ،این شهرها را نمی‌توان با شهرهای ارگانیک(در قرون وسطی)یا حتی شهرهای عربی-اسلامی"به رقم وجود برخی مشابهت‌های کالبدی یکسان و مشابه دانست.و باید در پس بافت‌های در هم تنیده و معابر به ظاهر نامنظم،به لایه‌های عمیقی از اندیشه و فرهنگ ایرانی-اسلامی نگاه کرد.